# Episodi di Quai nº 1
La serie è stata trasmessa in Francia da France 2 dal 23 aprile al 9 luglio 2008.
In Italia, la serie è stata trasmessa da Canale 5, dal 16 maggio 2009 il sabato alle 02.45.
| nº | Titolo originale                       | Titolo italiano    | Prima TV Francia  | Prima TV Italia |
| -- | -------------------------------------- | ------------------ | ----------------- | --------------- |
| 1  | Les Compagnons de la loco              |                    | 21 febbraio 1997  | 16 maggio 2009  |
| 2  | Kamikaze express                       |                    | 7 marzo 1997      |                 |
| 3  | Panique sur la gare                    |                    | 21 marzo 1997     |                 |
| 4  | Le cahier de Jeanne                    |                    | 4 aprile 1997     |                 |
| 5  | Le père Fouettard                      |                    | 18 aprile 1997    |                 |
| 6  | Marie Gare                             |                    | 2 maggio 1997     |                 |
| 7  | Le Tueur de la pleine lune             |                    | 6 febbraio 1998   |                 |
| 8  | Pour sauver Pablo                      |                    | 27 febbraio 1998  |                 |
| 9  | Meurtre entre les lignes               |                    | 20 marzo 1998     |                 |
| 10 | Jeux de massacre                       |                    | 11 settembre 1998 |                 |
| 11 | Les Cobras                             |                    | 9 ottobre 1998    |                 |
| 12 | Un mort en trop                        |                    | 30 aprile 1999    |                 |
| 13 | Aiguillages                            |                    | 7 settembre 2001  |                 |
| 14 | Voiture 13                             |                    | 7 aprile 2002     |                 |
| 15 | Les Liens du sang                      |                    | 24 gennaio 2003   |                 |
| 16 | 24 heures, gare du Nord                |                    | 31 ottobre 2003   |                 |
| 17 | Le Bout du tunnel                      | In fondo al tunnel | 23 gennaio 2004   |                 |
| 18 | Affaires de famille                    |                    | 11 giugno 2004    |                 |
| 19 | Amie-amie                              |                    | 3 settembre 2004  |                 |
| 20 | Frères d'armes                         |                    | 7 gennaio 2005    |                 |
| 21 | Surenchère                             |                    | 27 maggio 2005    |                 |
| 22 | Petit loup                             |                    | 9 dicembre 2005   |                 |
| 23 | Ne réveillez pas les morts qui dorment |                    | 17 febbraio 2006  |                 |

## Les Compagnons de la loco
- Diretto da:
- Scritto da:

## Kamikaze express
- Diretto da:
- Scritto da: